# Fürstbischöflich-würzburgische Armee

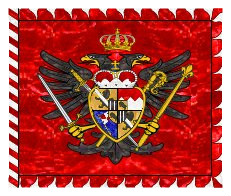
Truppenfahne des Infanterieregiments Roth-Würzburg zur Zeit des Siebenjährigen Krieges

Die Fürstbischöflich-würzburgische Armee bzw. nach der Säkularisation ab 1805 Großherzoglich-würzburgische Armee war das stehende Heer des Hochstifts Würzburg bis zur Eingliederung in das Kurfürstentum Bayern 1803 und erneut von 1806 die Armee des Großherzogtum Würzburgs bis zu seiner Inkorporation in das Königreich Bayern 1814.

## Geschichte

### Armee des Hochstifts Würzburg
Das Hochstift Würzburg gehörte zum fränkischen Reichskreis. Bereits vor der Zeit als stehendes Heer hatte Würzburg zeitweise bewaffnete Kontingente im Bedarfsfall aufgestellt. 1553 hatte es im Markgräflerkrieg 12 „Fahnen zu Fuß“ und 1476 „Pferde“ aufgestellt. Im Rahmen der katholischen Liga stellte es 1610 ein Infanterieregiment und 1619 abermals ein Infanterieregiment.
In Folge des Westfälischen Friedens erhielten alle Reichsstände, wozu auch die Fürstbischöfe gehörten, das Recht auf Unterhalt eines stehenden Heeres. Zeitgleich rüsteten viele der Reichsstände auch in Friedenszeiten ihre Militärkontingente nicht mehr vollständig ab, sondern unterhielten auch im Frieden Armeeeinheiten.
Die Fürstbischöfe vermieteten ihre landeseigenen Truppen im 18. Jahrhundert regelmäßig an den Kaiser und andere Mächte, die die Würzburgischen Truppen auf Zeit in die fremden Armeen integrierten und einem direkten Zugriff durch den Fürstbischof innerhalb dieses Zeitraums entzog. Die Anmietung von Hilfstruppen war im 17. und 18. Jahrhundert allgemeine Militärpraxis in Europa. Der Landesherr konnte dadurch die Unterhaltskosten deutlich senken und den Landeshaushalt konsolidieren.

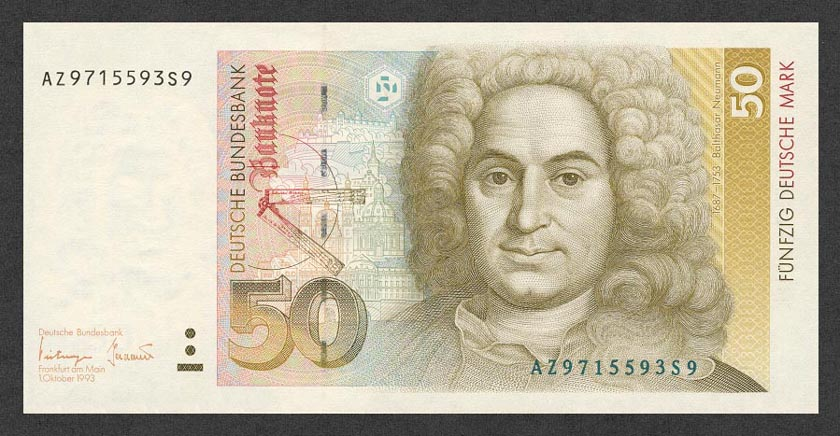
Balthasar Neumann

Als Fähnrich der fürstlichen Leibkompanie der Fürstbischöflich-würzburgischen Armee trat 1715 der später berühmt gewordene Architekt Balthasar Neumann in den Armeedienst ein.
Am 19. März 1747 wurde ein Subsidienvertrag mit der Republik der Sieben Vereinigten Provinzen geschlossen zur Gestellung von zwei Infanterieregimenter für die Dauer von zwei Jahren.
Nachdem der Vertrag ausgelaufen war, erfolgte die Anordnung der Rückkehr der Regimenter nach Würzburg. Am 23. April 1749 trafen die beiden Würzburger Regimenter wieder auf deutschen Boden ein. Ihre Stärke war auf nur noch zusammen 1140 Mann gesunken.
Im Siebenjährigen Krieg vermietete der Fürstbischof die beiden Regimenter Rot-Würzburg und Blau-Würzburg an den Kaiser. Die Infanterieregimenter „Roth-Würzburg“ stand bei dem Kaiserlichen Heer, „Blau-Würzburg“ bei der Reichsarmee. Der hochfürstlich Würzburger Generalfeldwachtmeister Maximilian Wilhelm Siegmund von Stetten führte beide Regimenter im Siebenjährigen Krieg. Das Blaue-Würzburger Regiment nahm an der Schlacht bei Roßbach teil und konnte die Linien halten und geordnet den Rückzug antreten, bei einem Verlust von 32 Toten und 259 Vermissten. Das Heer umfasste 1789 knapp 3000 Mann starke Linientruppen. Bedingt durch die Neuordnung Europas und Deutschlands wurde das Hochstift 1803 erstmals dem Kurfürstentum Bayern zugeschlagen. 

### Großherzoglich-würzburgische Armee
Es folgte eine kurze Phase als säkularisiertes Großherzogtum Würzburg innerhalb des Rheinbundes und der erneuten Aufstellung landeseigener Truppen als Großherzoglich-würzburgische Armee. Wie alle anderen Rheinbundstaaten hatte auch Würzburg ein Bundeskontingent zu stellen. Im Rahmen der Allianz mit Napoleon folgten kriegerische Einsätze im Vierten Koalitionskrieg. 1809 marschierte das Hausregiment nach Spanien, wo es besonders bei der Belagerung von Gerona bedeutende Verluste erlitt. Ebenso forderten Kämpfe in Katalonien so schwere Verluste bei den Mannschaften, dass nur ein Bataillon von einstmals zweien übrig blieb. Dieses Bataillon blieb in Spanien, bis es 1813 nach der Völkerschlacht bei Leipzig gleichsam mit den Truppen der anderen Rheinbundstaaten entwaffnet wurde. Für den Russlandfeldzug stellte Würzburg ein drei Bataillone starkes Regiment. Die Reste des 2. und 3. Bataillons kehrten aus Russland zurück und wurden für den Frühjahrsfeldzug 1813 erneut aufgestellt. Die Bataillone kämpften bei Großgörschen, Bautzen, Weißenberg, Görlitz, Großbeeren, Dennewitz und Leipzig. Während des Waffenstillstands war ein fünftes Bataillon formiert worden, welches zu der Garnison von Torgau stieß.
Nach erfolgtem Seitenwechsel kämpften die Würzburgischen Truppen auf Seiten der Alliierten weiter. Sie belagerten die (eigene) Festung Marienberg und machten den Feldzug nach Frankreich mit.
Es erfolgte noch 1814 erneut die Eingliederung des Landes in das Königreich Bayern. Die würzburgischen Stammtruppen gingen nun in der Königlich Bayerischen Armee auf. So setzte sich das 12. königlich-bayerisches Infanterie-Regiment aus dem I. und II. Bataillon des Großherzoglich-Würzburgischen Hausregiments zusammen. Am 15. September 1814 gab das Würzburger Hausregiment die Würzburger Fahnen an das Zeughaus in Würzburg ab.

Uniformen der Großherzoglich-Würzburgischen Armee nach Richard Knötel
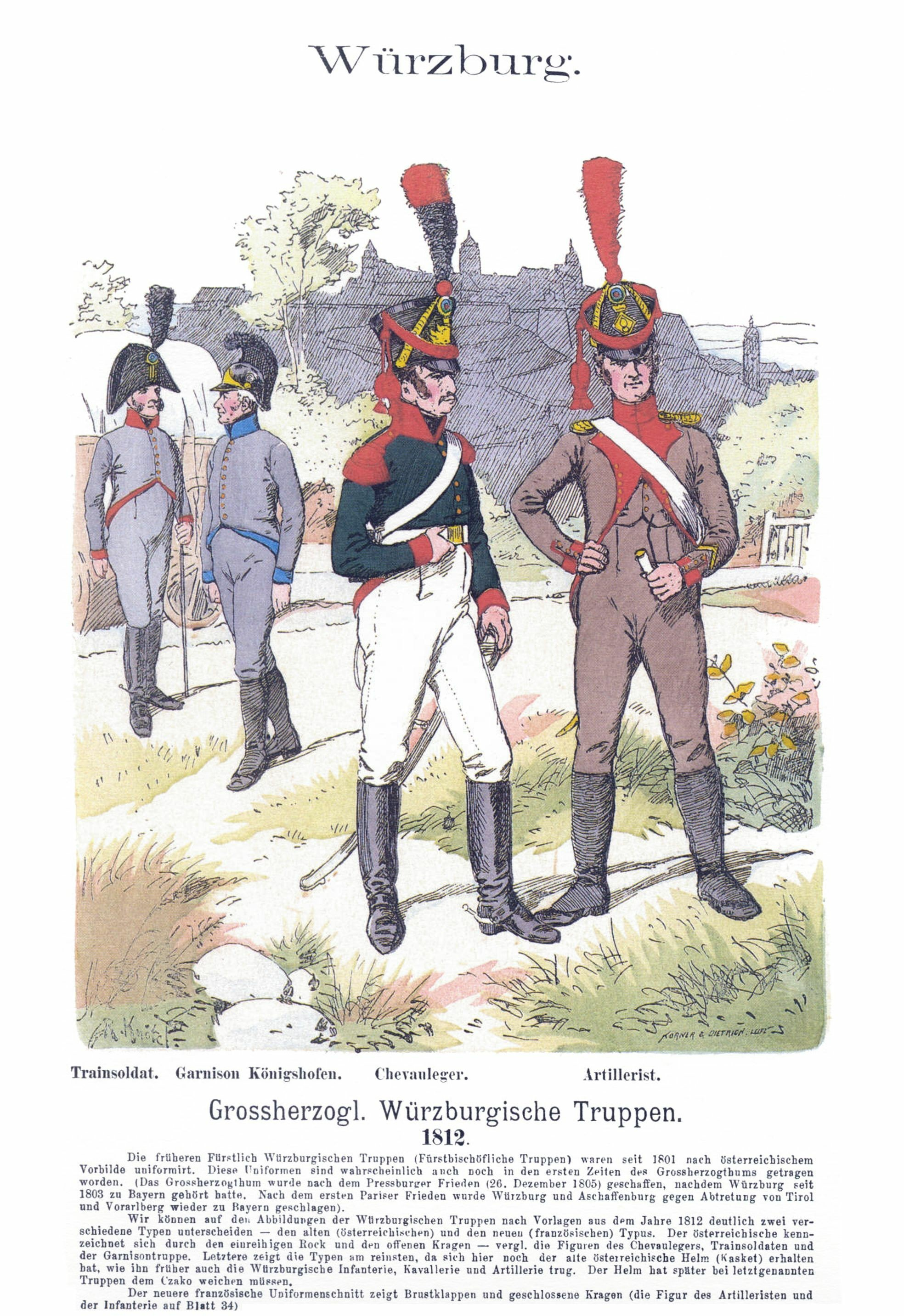
Großherzogl. Würzburgische Truppen. 1812
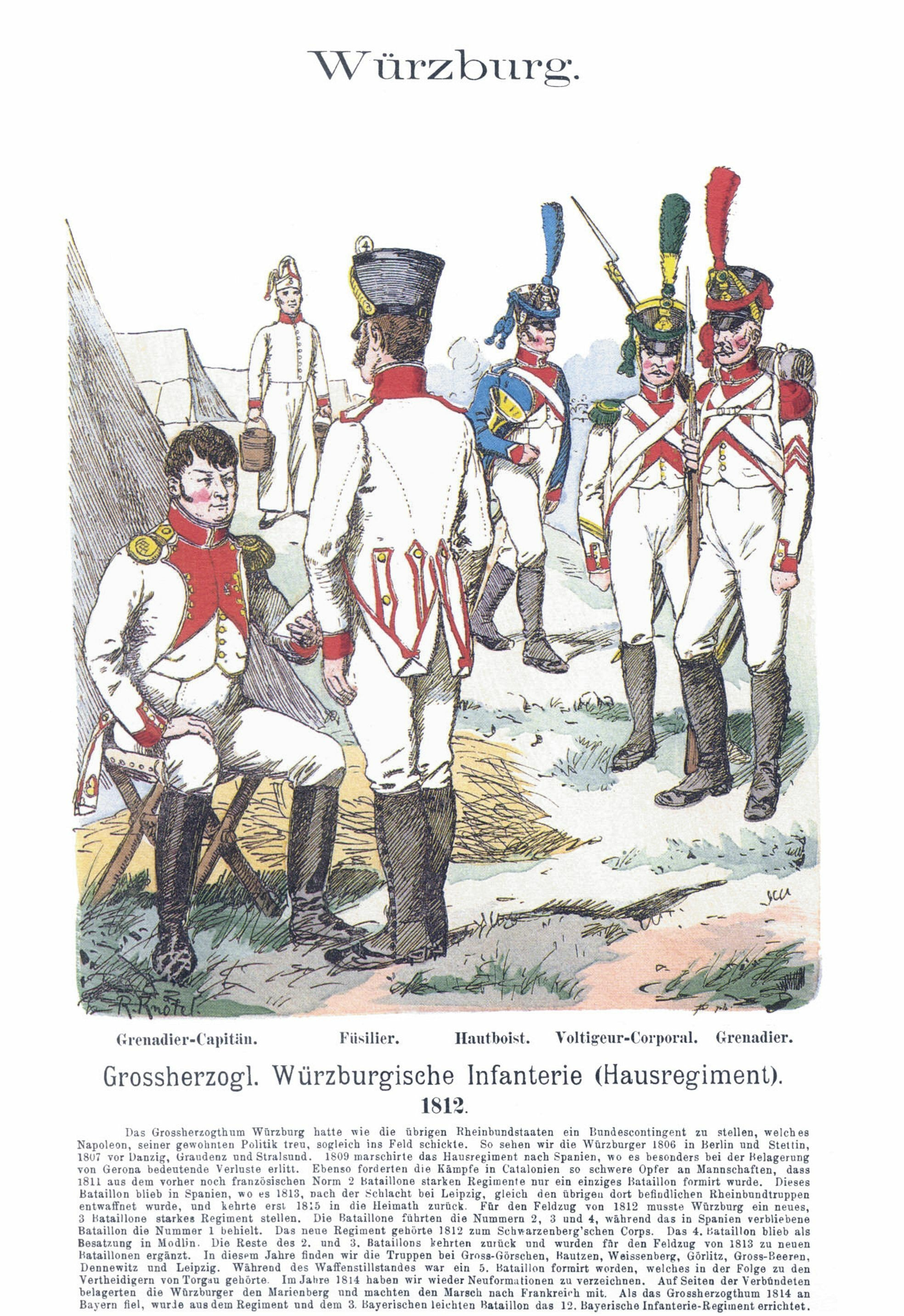
Großherzogl. Würzburgische Infanterie (Hausregiment) 1812
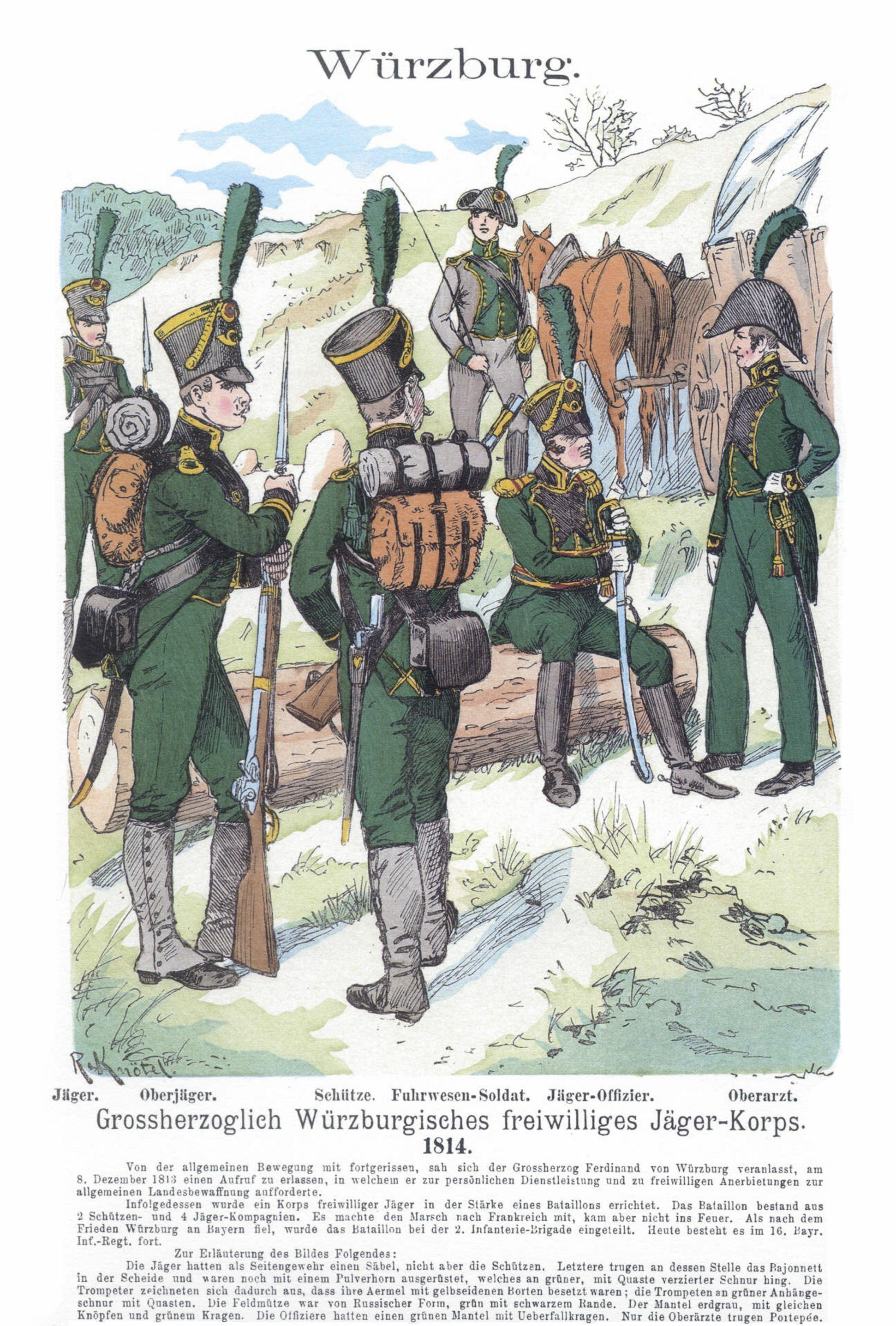
Großherzogl. Würzburgisches freiwilliges Jäger-Corps. 1814

## Liste der Subsidienverträge mit dem Kaiser
- 4. November 1675: Stellung eines Kontingents von 4000 Mann Infanterie und 2000 Mann Kavallerie in den Dienst des Kaisers.
- 15. Dezember 1688: Konvention zwischen Kaiser Leopold I. und dem Fürstbischof Johann Gottfried zur Stellung von Truppen gegen Subsidien, abgeschlossen in Wien, bestätigt durch den Kaiser am 3. Mai 1689 und rechtsgültig geschlossen am 12. April 1693 in Wien
- 27. Juli 1701: Abschluss eines Vertrags zu Wien zwischen Kaiser Leopold I. und dem Fürstbischof Philipp II.; dieser stellt 4000 Mann (in zwei Infanterieregimenter zu 1600 Mann und ein Dragonerregiment zu 800 Mann) auf drei Jahre in kaiserlichen Dienst und Sold für 380.000 Reichstaler Subsidiengelder. Der Vertrag wurde 1704 um weitere drei Jahre verlängert
- 1. November 1706: Abschluss einer Subsidienkonvention mit dem Kaiser für ein Jahr, ratifiziert am 24. Dezember 1707 und erneuert am 20. Juli 1707
- Weitere Subsidienverträge zwischen dem Kaiser und dem Hochstift Würzburg folgten am 29. Oktober 1712 und am 21. Januar 1730.
- 1. Dezember 1733: neuer Truppengestellungsvertrag mit dem Kaiser für zwei Infanterieregimenter mit insgesamt 4600 Mann
- 16. Dezember 1757: Truppengestellungsvertrag zu Werneck, Vereinbarung zwischen Österreich und Würzburg zur unentgeltlichen Stellung zweier Infanterieregimenter für die Kaiserliche Armee.
- 3. Juni 1790: Vertrag zwischen Österreich und Würzburg zur Stellung von einem Infanterieregiment zu 2068 Mann für drei Jahre, im August 1790 folgte eine weitere Vereinbarung und wurde am 28. Mai 1793 erneuert.[4]

## Liste der Feldzüge bis 1803
- Feldzug von 1620 in Böhmen
- Feldzug gegen Erfurt 1664/1665
- Rheinfeldzug gegen Frankreich im Pfälzischen Erbfolgekrieg 1696/1697
- Einsatz im Spanischen Erbfolgekrieg 1701 bis 1713
  - im mittleren Donauraum gegen Kurbayern (1702–1704)[5]
  - Schlacht  von  Höchstätt 1704[5]
  - gegen Frankreich am Oberrhein (1705–1707, 1711).[5]
- 1706 Einsatz gegen die ungarische Insurrektion[5]
- beständige Kreisgarnison in der Reichsfestung Philippsburg nach 1714[5]
- Einsatz im Venezianisch-Österreichischen Türkenkrieg 1717/1718
- Einsatz im Polnischen Erbfolgekrieg gegen Frankreich 1733/1735
- Einsatz im Österreichischen Türkenkrieg (1738–1739)
- Einsatz in Holland von 1745–1748 im Österreichischen Erbfolgekrieg
- Einsatz im Siebenjährigen Krieg 1756–1763
- 1790 Einsatz im Lütticher Exekutionsfeldzug
- Einsatz im Ersten Koalitionskrieg 1792–1796
- 1799 Belagerung von Philippsburg
- Krieg gegen Frankreich 1800–1805, ab 1803 als Teil von Bayern

## Kasernen der Armee

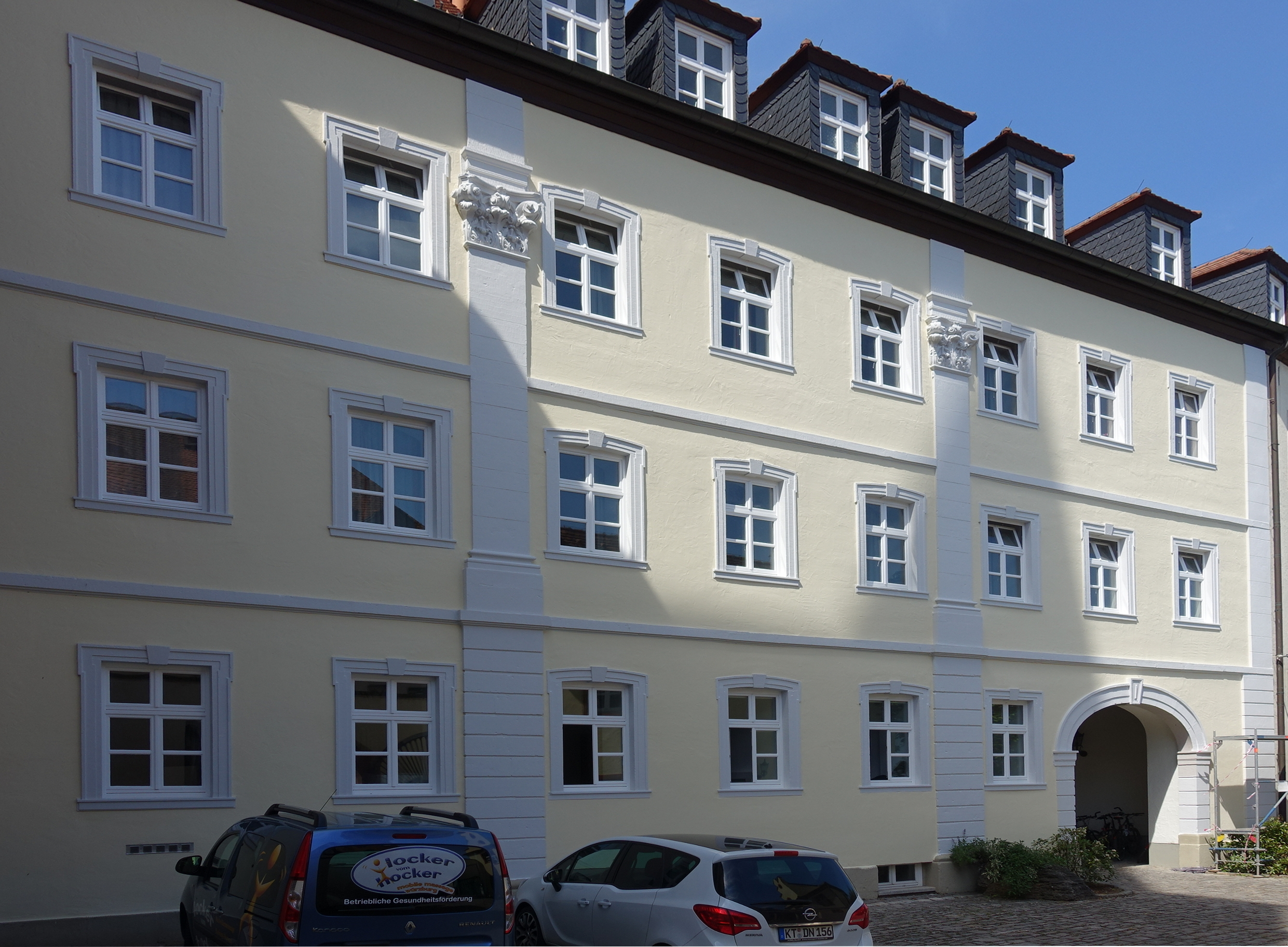
Alte Kaserne

- Alte Infanteriekaserne (ab 1724) in der Kaserngasse 6, am heutigen Willy-Brandt-Kai, 1945 zerstört
- Karthaus-Kaserne (Gardistenbau, zuvor Husarenkaserne[6]) in der Kapuzinergasse (bzw. Kapuzinerstraße) 8 (ab 1777), 1958 Ruinen beseitigt
- Alte Kaserne, Ende des 17. Jahrhunderts von Antonio Petrini erbaut, im Königreich Bayern Artilleriekaserne und später bis 1919 Standort einer Nachschubeinheit.
- Kaserne Kitzingen in der heutigen Landwehrstraße 18, 20, 22, 1733 bis 1735 von Balthasar Neumann erbaut, lediglich im Siebenjährigen Krieg als Kaserne genutzt